# Pestkreuz (Koblenz)

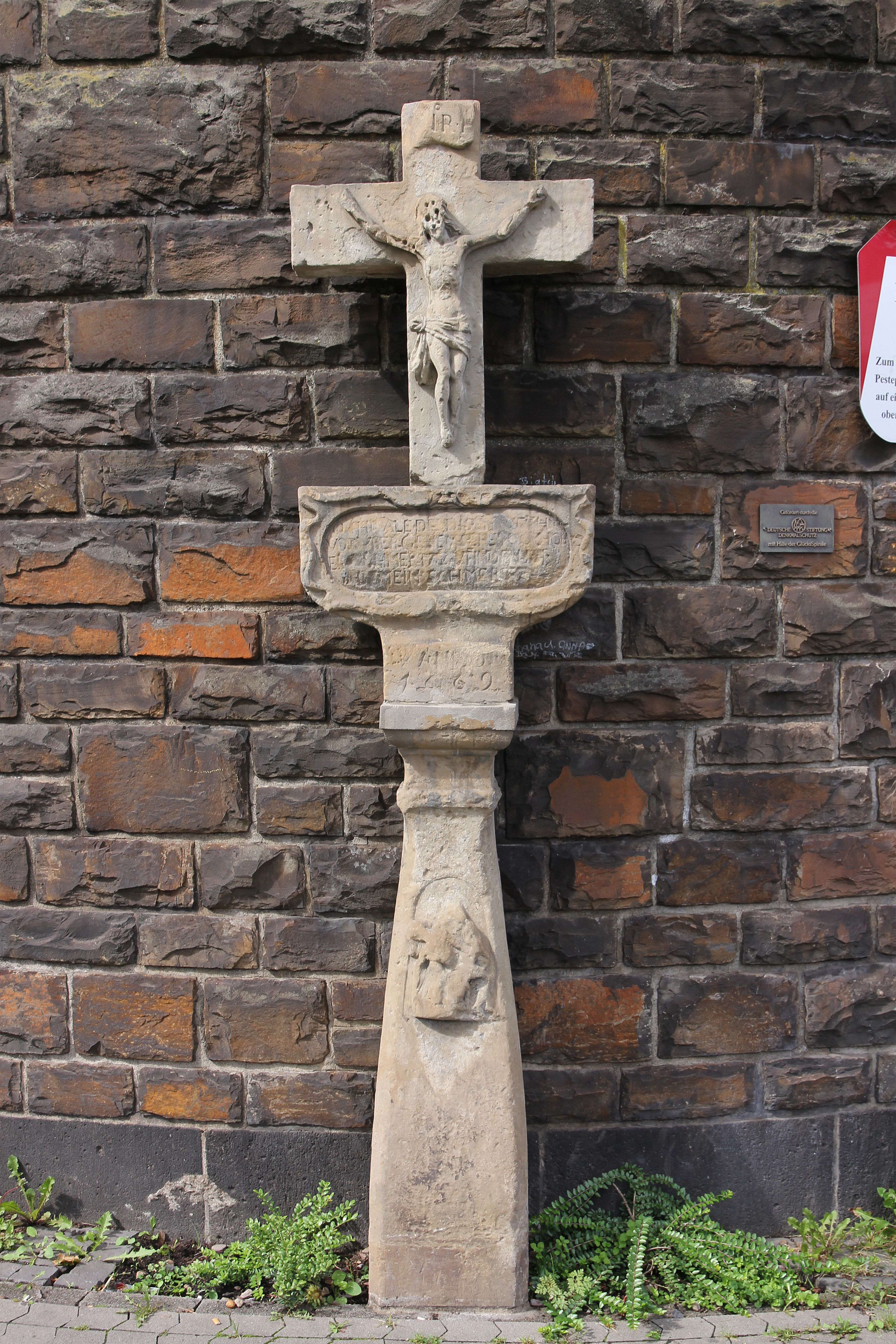
Das Pestkreuz von 1669 in der Südlichen Vorstadt von Koblenz

Das Pestkreuz von 1669 erinnert an eine Pest-Epidemie in Koblenz. Nachdem das vergessene Pestkreuz 2011 restauriert worden war, stellte man es an einem prominenteren Standort in der Südlichen Vorstadt neu auf.

## Geschichte
Nach dem Dreißigjährigen Krieg war die Stadt Koblenz stark zerstört, viele Einwohner kamen ums Leben. Die überlebenden Menschen mussten hart im Alltag um ihr Auskommen kämpfen. Ihr größter Feind waren im 16. und 17. Jahrhundert die vielen todbringenden Seuchen, vor allem die Pest aber auch Typhus. Für die Jahre 1581, 1597–1598, 1611–1613, 1621–1623 und letztmals 1666–1668 sind Pest-Epidemien historisch belegt. Die letzte Epidemie war wahrscheinlich die schlimmste. Die Toten wurden in Massengräbern vor den Toren der Stadt beerdigt. Einer dieser Friedhöfe lag wohl in der Löhrstraße (Obere Löhr). Hier wurde 1669 zum Gedenken an die Toten das heute noch erhaltene Pestkreuz aufgestellt.
In der Neuzeit stand das Pestkreuz vergessen in einem Hinterhof in der Löhrstraße 82. Das verwitterte und stark angegriffene Pestkreuz wurde 2011 auf Initiative der Deutschen Stiftung Denkmalschutz und mit finanzieller Unterstützung benachbarter Geschäftsleute für 5000 Euro restauriert. Danach wurde es an einem prominenteren Standort, am stark frequentierten Weg von der Innenstadt zum Koblenzer Hauptbahnhof (Löhrstraße/Ecke Rizzastraße), neu aufgestellt.

## Bau
Das barocke Pestkreuz von 1669 ist ein Flurkreuz aus Sandstein. Das eigentliche Kreuz steht auf einem geschweiften Pfeiler mit einem verwitterten Relief einer Pietà auf der Vorderseite. Auf dem Kämpfer des Pfeilers steht die Datierung „Anno 1669“. Auf dem Pfeiler liegt ein breiter, geschweifter Kartuschenstein, auf dem die heute unleserliche Inschrift steht: „O ihr ale die disen Wegh vorübergehen sehet ob ein Schmerz auf ihn drückt mein Schmerz“. Hierauf steht das eigentliche Kreuz mit einem stark verwitterten Christus-Korpus.

## Denkmalschutz
Das Pestkreuz ist ein geschütztes Kulturdenkmal nach dem Denkmalschutzgesetz (DSchG) und in der Denkmalliste des Landes Rheinland-Pfalz eingetragen. Es steht in Koblenz-Südliche Vorstadt in der Löhrstraße/Ecke Rizzastraße.
Seit 2002 ist das Pestkreuz Teil des UNESCO-Welterbes Oberes Mittelrheintal.